# 宍粟市立千種中学校
宍粟市立千種中学校（しそうしりつ ちくさちゅうがっこう）は、兵庫県宍粟市千種町河呂に所在する公立中学校。
愛称は「千中」（ちちゅう）。

## 沿革
- 1947年4月 - 学校教育法施行に伴い、千種村立千種中学校設置許可。千種村立千種南小学校[2]に併設の上開校。5月22日を創立記念日とする
- 1948年1月 - 校章制定
- 1950年2月 - 独立校舎完成
- 1953年2月 - 校歌制定
- 1960年 - 千種村が千種町となったことに伴い、千種町立千種中学校に改称。
- 2005年 - 千種町が合併により宍粟市となったことに伴い、宍粟市立千種中学校に改称。
- 2006年 - 宍粟市より「幼・小・中の連携に関する調査研究」指定校となる。幼・小・中11年間を見通した教育活動の充実を目指す。
- 2010年 - 兵庫県教育委員会と宍粟市教育委員会とが、兵庫県立千種高等学校との連携型中高一貫教育実施の協定を結ぶ。

## 交通アクセス
- 中国自動車道山崎ICから車で約40分。
- 神姫バス山崎待合所より千種・西河内方面行きバスに乗車、「千種」又は「大森前」バス停下車、徒歩10分。

### 校区
宍粟市千種地区全域。以下の小学校の通学区域が該当する。
- 宍粟市立千種小学校[3]

## 部活動
- 野球部
- バレーボール部
- 卓球部

- 吹奏楽部

## 年間行事
- トライやる・ウィーク
- 修学旅行
- 運動会
- 文化祭
- スキー教室
- しめ縄教室

## 出身者
- 大日ノ出崇揚（元大相撲力士）

## 通学区域が隣接している学校
- 宍粟市立波賀中学校
- 宍粟市立山崎東中学校
- 宍粟市立山崎西中学校
- 佐用町立上津中学校
- 佐用町立佐用中学校
- 岡山県美作市立大原中学校
- 岡山県西粟倉村立西粟倉中学校
- 鳥取県若桜町立若桜学園